# Dyret
Dyret er det højeste punkt på det sydlige Samsø, 51 meter højt. Bakken, hvis navn er etymologisk beslægtet med "diger", altså fed eller bred, kaldtes også tidligere Odinsbjerg, og har således givet navn til byen Onsbjerg, der ligger i nærheden.
Under anden verdenskrig havde tyskerne en udkigspost på bakken.
- Fredningssten på toppen af Dyret
- Mindesten for Poul Sveistrup på toppen af Dyret
- Udsigt fra Dyret mod nord. Onsbjerg Kirke ses omtrent i midten af billedet
- Udsigt fra Dyret mod nordvest

55°50′34.5″N 10°33′47.2″Ø / 55.842917°N 10.563111°Ø